# کندل (برزیل)

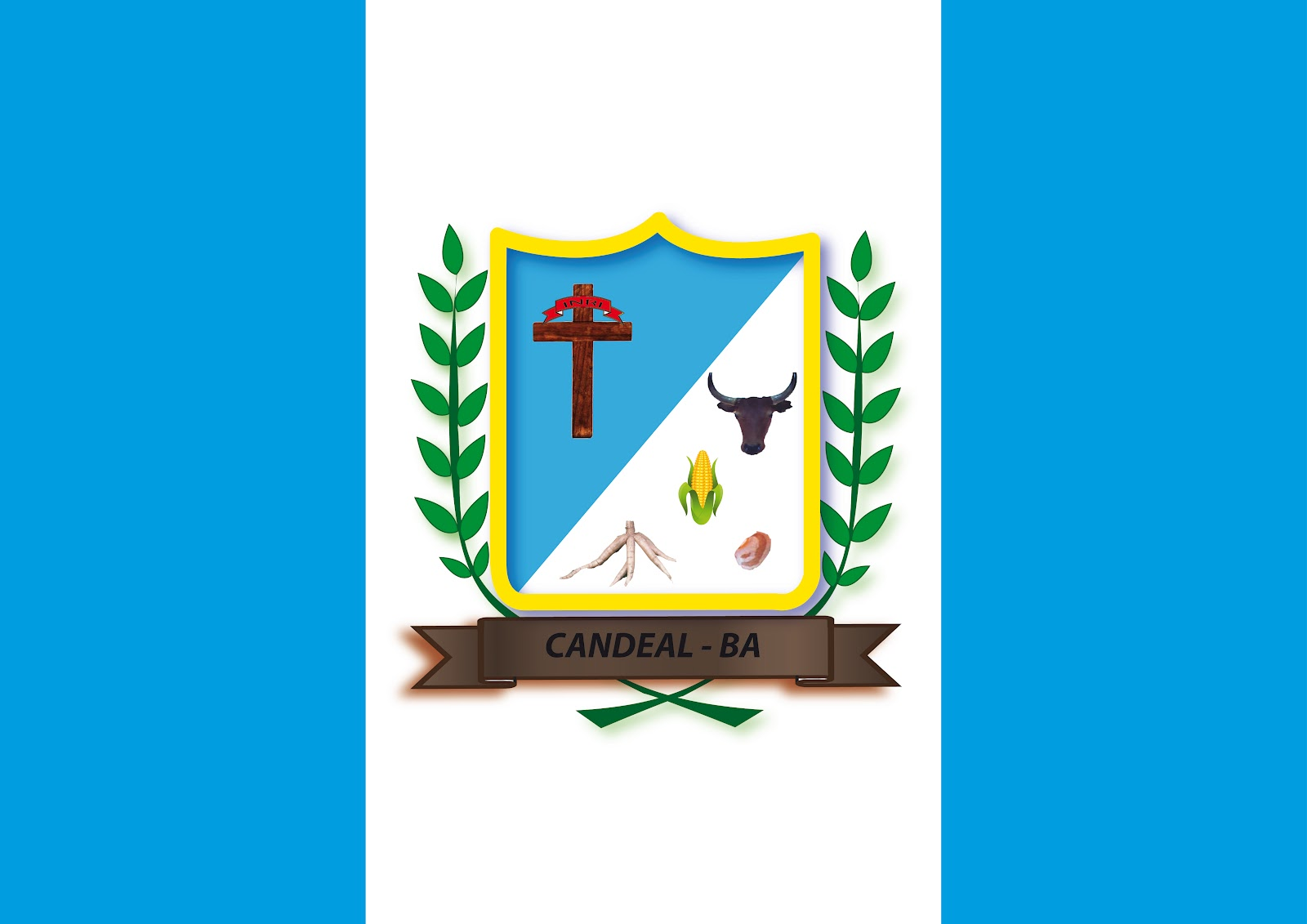
پرچم منطقه کندل

کندل (به پرتغالی: Candeal) یک منطقهٔ مسکونی در برزیل است که در باهیا واقع شده‌است. کندل ۸٬۱۸۱ نفر جمعیت دارد.